# Svazek obcí mikroregionu Zálesí
Svazek obcí mikroregionu Zálesí je svazek obcí v okresu Pelhřimov, jeho sídlem je Humpolec a jeho cílem je rozvoj regionu. Sdružuje celkem 20 obcí a byl založen v roce 2001.

## Obce sdružené v mikroregionu
- Budíkov
- Bystrá
- Humpolec
- Mladé Bříště
- Želiv
- Senožaty
- Sedlice
- Čejov
- Kaliště
- Vystrkov
- Horní Rápotice
- Kejžlice
- Komorovice
- Koberovice
- Mysletín
- Řečice
- Staré Bříště
- Syrov
- Ježov
- Proseč